# Tumuli de la Croix Saint-Pierre
Die Tumuli de la Croix Saint-Pierre liegen bei Saint-Just im äußersten Süden des Départements Ille-et-Vilaine in der Bretagne in Frankreich. Einige der Hügel wurden von Pierre-Roland Giot (1919–2002) ausgegraben und die Einbauten restauriert. Sie gehören zu den anschaulichsten ihres Typs in der Bretagne.

## Der Langhügel
Ein nicht ausgegrabener, Ost-West orientierter Langhügel (französisch Tertre tumulaire) ist Teil der Megalithanlagen von Croix Saint-Pierre. Eine rechteckige Anordnung von Steinen, die zu einer Allée couverte gehören könnte, ragt aus dem Hügel. Ein größerer Menhir steht in der Nähe des Westendes.

Die Dolmen
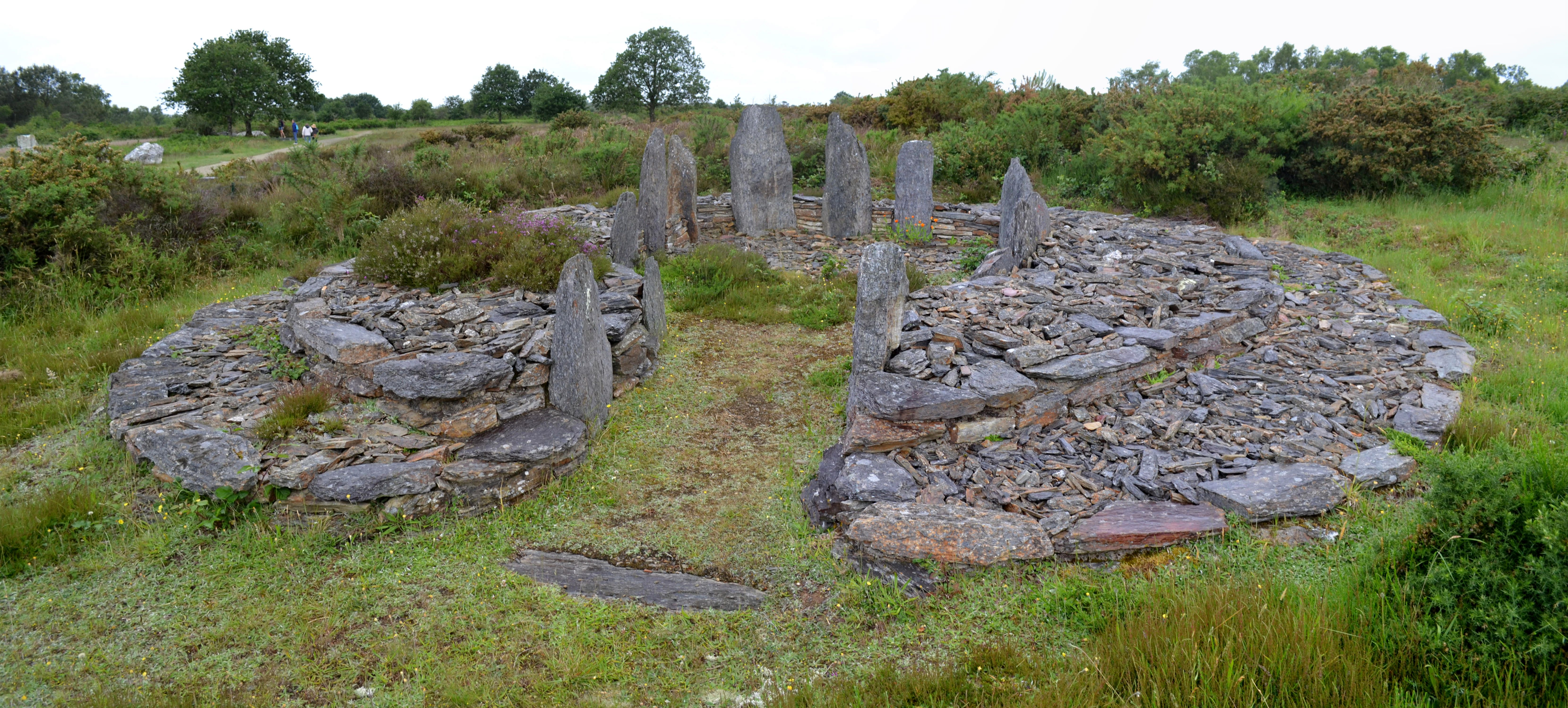
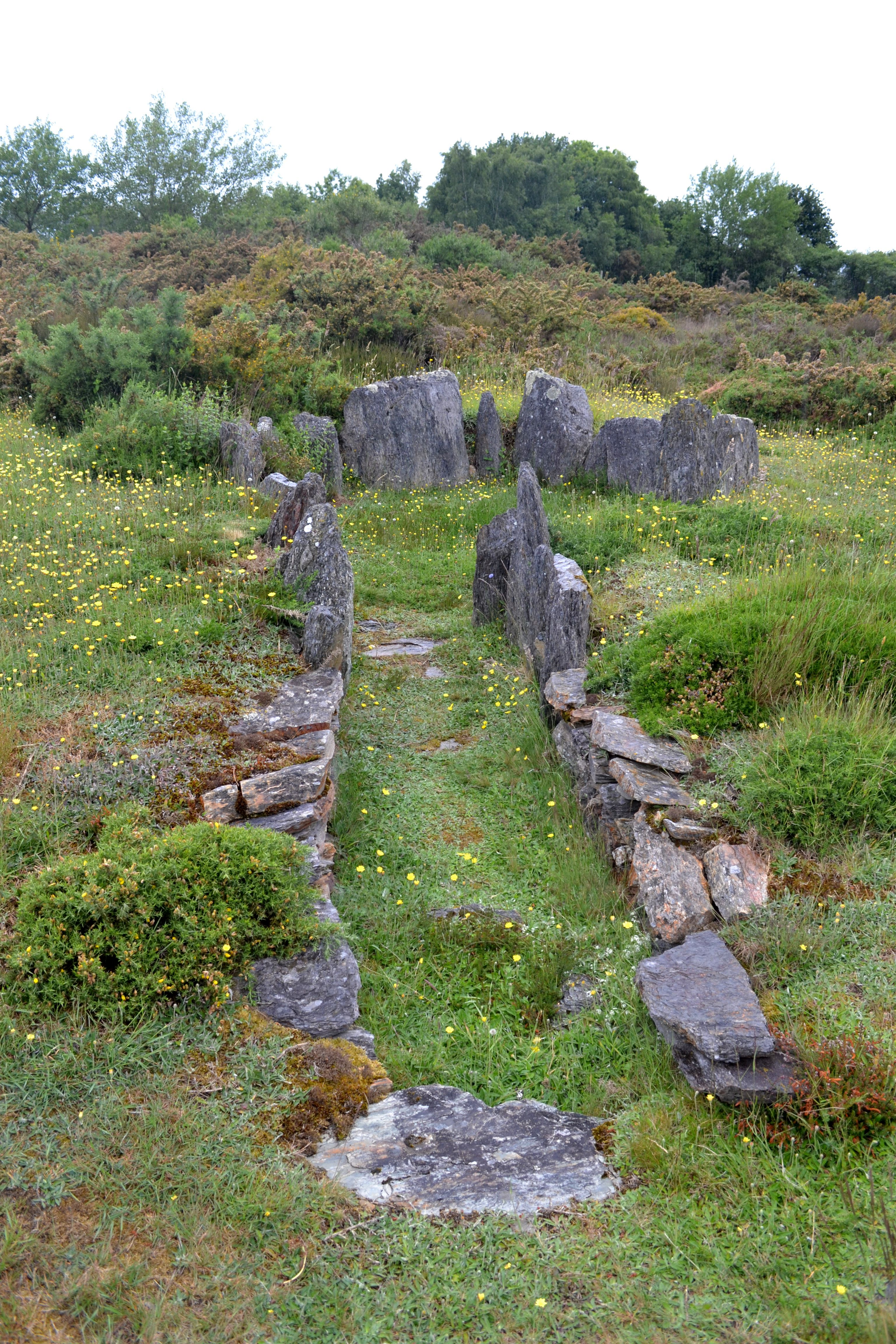
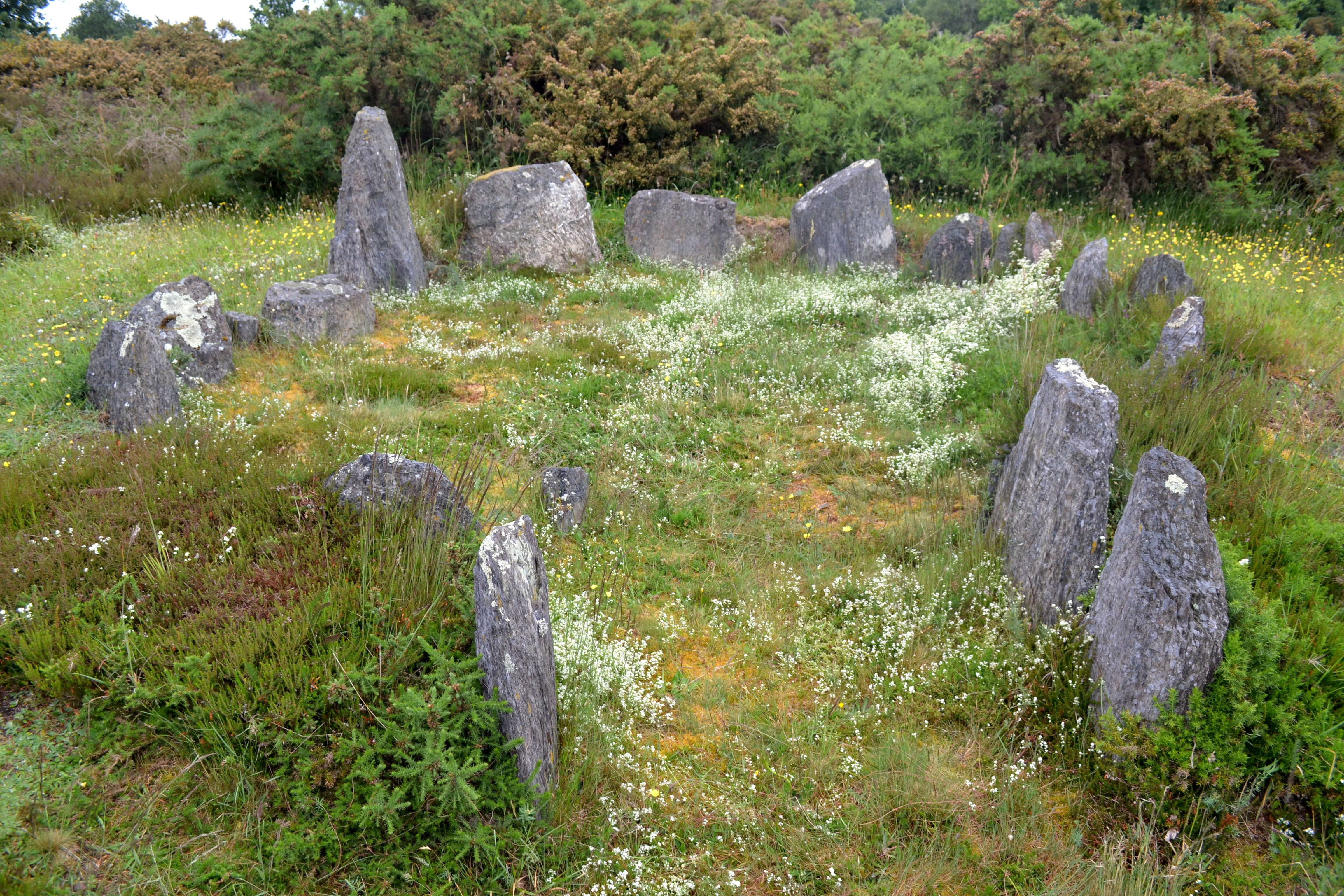

## Die Dolmen
Im Osten liegt ein Hügel mit zwei Kammern des Typs „Dolmen à couloir“. Die Form gehört nach Pierre-Roland Giot zu den ältesten in der Bretagne. Die östliche Anlage besteht aus einer doppelten Plattenreihe als drei Meter langer Gang und einem Kreis von 4,5 m Durchmesser. Ein 2,6 m hoher Menhir steht östlich des Ganges. Ein Fund bei diesem Menhir hat ein C14-Datum von 3270 v. Chr. Sieben Meter westlich liegt die zweite Kammer des gleichen Typs. Die Kammer hat einen Durchmesser von 2,4 m und der Gang ist fünf Meter lang. Drei Meter westlich befindet sich eine U-förmige Steinsetzung.
Im Westen des Geländes markieren 14 Menhire eine runde Kammer und Teile des Zugangs. Die Kammer liegt in einem Steinhügel von 3,6 m Durchmesser, der von zwei konzentrischen Ringen aus Trockenmauerwerk gefasst wird. Auch die Zwischenräume zwischen den Menhiren werden von Trockenmauern geschlossen. Diese Hügel wurden in der Bronzezeit errichtet.
Die Tumuli de la Croix Saint-Pierre gehören zum Parc des Megalithes de Saint-Just, in dem sich auch die Megalithanlagen Château Bû, die Allée couverte Grotte des Fées (Tréal), Demoiselles Piquées, Four Sarrazin, La Croix Madame, die Megalithen von La Gaudinais und Le Tribunal befinden.